# Долга Њива при Шентловренцу
Долга Њива при Шентловренцу (словен. Dolga Njiva pri Šentlovrencu) је насељено место у општини Требње, регија Југоисточна Словенија, Словенија.

## Историја
До територијалне реорганизације у Словенији била је у саставу старе општине Требње.

## Становништво
У попису становништва из 2011. године, Долга Њива при Шентловрецу је имала 65 становника.
| Број становника према пописима | Број становника према пописима | Број становника према пописима |
| ------------------------------ | ------------------------------ | ------------------------------ |
| 1991                           | 2002                           | 2011                           |
| 74                             | 65                             | 65                             |

Напомена: До 1953. исказивано под именом Долга Њива.